# الاعتراف القانوني بالعلاقات المثلية في نيجيريا
لا تعترف نيجيريا بزواج المثليين ولا بالاتحاد المدني للأزواج والشركاء المثليين. يمكن أن يحكم على المثليين بالسجن لمدة تصل إلى 14 عامًا في جنوب نيجيريا وبعقوبة الإعدام على الرجال في المناطق الخاضعة للشريعة الإسلامية. أعلن مقترحان لحظر زواج المثليين دستوريًا بعقوبات صارمة على المدانين بالأداء أو المشاركة في ذلك.
في 18 كانون الثاني/يناير 2007، وافق المجلس التنفيذي الاتحادي على قانون (حظر) زواج المثليين 2006، الذي يحظر زواج المثليين وأرسله إلى الجمعية الوطنية لاتخاذ إجراء عاجل. وفقًا لوزير العدل، بايو أوجو، تم الدفع بالقانون من قِبل الرئيس أولوسيغون أوباسانغو عقب المؤتمر الدولي حول فيروس نقص المناعة البشرية/الإيدز في عام 2005.
يدعو مشروع القانون المقترح إلى السجن لمدة خمس سنوات لأي شخص يخضع لزواج المثليين أو «يؤديه أو يشهده أو يساعده أو يحرض عليه». كما أنه يحظر أي إظهار «علاقة عاطفية مثلية» وتبني الأطفال من قبل المثليين أو المثليات. من المتوقع أن يحصل مشروع القانون على معارضة ضئيلة أو معدومة في البرلمان. حظر زواج المثليين سيجعل نيجيريا الدولة الثانية في إفريقيا التي تجرم مثل هذه الاتحادات. في عام 2005، تم تعديل الدستور الأوغندي لحظر زواج المثليين.
كما يدعو مشروع القانون إلى السجن لمدة خمس سنوات للتورط في أنشطة الدعوة العامة أو الجمعيات التي تدعم حقوق المثليين والمثليات. وفي مشروع القانون أيضا اقتراح لحظر أي شكل من أشكال العلاقة مع شخص مثلي. القصد من مشروع القانون هو حظر أي شيء يرتبط عن بعد بكونه «مثلي الجنس» أو يكون مثلي الجنس في البلاد.
في فبراير 2006، أدانت وزارة الخارجية الأمريكية الاقتراح. في مارس 2006، وقعت 16 مجموعة دولية لحقوق الإنسان خطابًا يدين مشروع القانون، واصفا إياه بانتهاك لحريات التعبير وتكوين الجمعيات والتجمع التي يكفلها القانون الدولي وكذلك الميثاق الأفريقي لحقوق الإنسان والشعوب والحاجز أمام الكفاح ضد انتشار مرض الإيدز. تزعم بعض المصادر أن نيجيريا لديها ثالث أكبر عدد من الأشخاص المصابين بالإيدز في العالم: 3.6 مليون نيجيري مصابون بفيروس نقص المناعة البشرية.

## قانون حظر زواج المثليين 2013

العلاقات الجنسية المثلية قانونية
زواج المثليين
توفر أشكال أخرى للاعتراف القانوني بالعلاقات المثلية كالاتحاد المدني أو الشراكة المسجلة (أو المساكنة غير المسجلة)
لا اعتراف
العلاقات الجنسية المثلية غير قانونية
قوانين تجرم لكن لايتم تطبيقها أو قوانين غير واضحة
عقوبة سجنية
السجن المؤبد
عقوبة الإعدام

في عام 2008، عُرض «مشروع قانون (حظر) زواج المثليين» أمام مجلس الشيوخ، وتم إقرار مشروع القانون في عام 2013 بعد سلسلة من التعديلات. نيجيريا أمة تعارض المثلية الجنسية. وتلقى تمرير مشروع القانون معارضة ضئيلة من الناس. يلغي مشروع القانون عقود الزواج بين الأشخاص المثليين والأشخاص الذين يساعدون ويشجعون على زواج المثليين. ومع ذلك، هناك بالفعل مشروع قانون يجرم المثلية الجنسية وأثيرت أسئلة حول أهمية مشروع القانون الجديد. الفرق الرئيسي هو أن مشروع القانون ذهب أبعد في القوانين الجنائية والعقابية السابقة من خلال حظر زواج المثليين والإجراءات التي تساعد الاتحادات المثلية من قبل المواطنين النيجيريين. يمكن توجيه الاتهام في المحكمة للأشخاص الذين يشهدون أو يدعمون أو يدعمون الأنشطة المثلية أو حفلات الزفاف. القانون هو وسيلة لاستخدام تكتيكات التخويف لعدم تشجيع الاتحادات المثلية.
في عام 2018، اتفق نشطاء المثليين الذين عملوا على نطاق واسع في البلاد في قضايا المثليين والقضايا المتعلقة بالأفراد من مجتمع المثليين، على أن القانون لم يستخدم قط لإدانة أي شخص في أي قضايا متعلقة بالمثلية الجنسية. هذا، في اعتقادهم، لأن القانون نفسه غير متماسك. بالإضافة إلى ذلك، تفتقر العديد من الحالات التي تتضمن أشخاصًا يشتبه في أنهم من مجتمع المثليين، إلى أدلة مناسبة وأحيانًا لا يوجد دليل على الإطلاق. وهذا يجعل من المستحيل على المدعين العامين تقديم قضية يمكن كسبها وإثبات ارتكاب أي جريمة.